# Mendon (Missouri)
Mendon é uma cidade localizada no estado americano de Missouri, no Condado de Chariton.

## Demografia
Segundo o censo americano de 2000, a sua população era de 208 habitantes.
Em 2006, foi estimada uma população de 199, um decréscimo de 9 (-4.3%).

## Geografia
De acordo com o United States Census Bureau tem uma área de
0,5 km², dos quais 0,5 km² cobertos por terra e 0,0 km² cobertos por água. Mendon localiza-se a aproximadamente 215 m acima do nível do mar.

## Localidades na vizinhança
O diagrama seguinte representa as localidades num raio de 20 km ao redor de Mendon.